# Josep Busoms i Domènech
|  | Josep Busoms redirigeix aquí. Per al militar i guerriller català, vegeu Josep Busoms. |

Josep Busoms i Domènech (Sabadell, 5 d'agost de 1924 - 19 de febrer de 2016) va ser un representant de teixits, fotògraf i esportista català. Va dedicar gran part de la seva vida a la fotografia i el seu ofici de viatjant li va permetre recórrer una geografia espanyola, que li oferia escenaris inacabables on copsar la realitat del moment, sempre diversa i estimulant. Es dedicà a la fotografia artística, industrial, d'esdeveniments locals i al reportatge de crònica social. Com a atleta, va formar part de la Joventut Atlètica Sabadell i va guanyar diversos títols. L'any 2018, la família va cedir a l'Arxiu Històric de Sabadell el fons fotogràfic de Busoms, que consta de més de 40.000 negatius en color i blanc i negre. El mateix any, la Fundació Antiga Caixa Sabadell 1859 va organitzar l'exposició "Josep Busoms i la seva llum", una selecció de 86 fotografies artístiques, realitzades entre els anys 1960 i finals dels 1980, que incloïa gèneres com el retrat, la fotografia abstracta, el paisatgisme i la fotografia de viatges, el reportatge i la fotografia esportiva.